# Wiesneria triandra
Wiesneria triandra, helofit iz porodice žabočunovki. Raste jedino na Indijskom potkontinentu po državama  Goa, Gujarat, Maharashtra, Karnataka, Kerala i Tamil Nadu

## Sinonimi
- Sagittaria triandra Dalzell in Hooker's J. Bot. Kew Gard. Misc. 2: 144 (1850)